# ATP Birmingham 1977
L'ATP Birmingham 1977  è stato un torneo di tennis giocato sul sintetico indoor. È stata la 5ª edizione dell'ATP Birmingham, che fa parte del World Championship Tennis 1977. Si è giocato a Birmingham negli USA, dal 12 al 18 gennaio 1977.

## Campioni

### Singolare
Jimmy Connors ha battuto in finale  Bill Scanlon con il punteggio di 6–3, 6–3

### Doppio
Wojciech Fibak /  Tom Okker hanno battuto in finale  Billy Martin /  Bill Scanlon con il punteggio di 6–3, 6–4